# Kanton Orgelet
Kanton Orgelet (francouzsky Canton d'Orgelet) je francouzský kanton v departementu Jura v regionu Franche-Comté. Tvoří ho 23 obcí.

## Obce kantonu
- Alièze
- Arthenas
- Beffia
- Chambéria
- Chavéria
- Cressia
- Dompierre-sur-Mont
- Écrille
- Essia
- Marnézia
- Mérona
- Moutonne
- Nancuise
- Onoz
- Orgelet
- Pimorin
- Plaisia
- Présilly
- Reithouse
- Rothonay
- Sarrogna
- La Tour-du-Meix
- Varessia